# 魏犨
魏 犨（ぎ しゅう、生没年不詳）は、中国春秋時代の晋の武将。文公に仕えた。姓は姫、氏は魏、諱は犨。諡は武。畢万の孫、芒季の子。畢犨、魏武子とも呼ばれる。 

## 生涯
若い頃から友人の顛頡と共に重耳（後の文公）に仕え、後に重耳が亡命、流浪の旅に出た際も、常に護衛として重耳を守り続けた。
紀元前637年に重耳が帰国して晋公の座に就くと、魏犨も魏氏の当主となり、紀元前633年に三軍が創設されると、文公の車右として、引き続き文公を守り続けた。しかし、紀元前632年に文公が曹を攻略した時、放浪中に世話になった釐負羈の家は焼いてはならないとの命に背き、顛頡と共に家を焼いてしまい、その際に負傷する。顛頡は死刑に処され、魏犨も重態なら同じく処刑される所だったが、彼は元気な所を見せて、車右を免ぜられるだけで済んだ。
魏犨には、魏悼子、魏錡（呂錡、厨武子）、魏顆（令狐顆）の三人の息子があり、そのうちで魏悼子の息子・魏絳の系統が魏氏の系譜を継ぎ、後の戦国七雄の魏へと続いていく。死後、「武」を諡され、魏武子と呼ばれる。